# بنجامين دووموه
بنجامين دووموه (بالإنجليزية: Benjamin Dwomoh)‏ ، من مواليد 1 يوليو 1935 ، حكم كرة قدم غاني دولي سابق.
حكم في بطولة كأس العالم لكرة القدم 1982.

## روابط خارجية
- بنجامين دووموه على موقع Soccerway.com (الإنجليزية)